# Râul Cocoru

Râul Cocoru este un curs de apă, singurul afluent (de dreapta) al râului Valea Adâncă, care este la rândul său al doilea afluent de stânga (din doi) al râului Vameș.
Râul Vameș este un afluent al râului Gerului, care se varsă în Siret.

## Generalități
Râul Cocoru nu are afluenți semnificativi și nici nu trece prin vreo localitate.